# Lijst van A1GP-coureurs
De volgende coureurs hebben ten minste één start in de A1GP gemaakt sinds 2005.

## A
- Chris Alajajian
- Filipe Albuquerque
- Michail Aljosjin
- Nur B. Ali
- Zahir Ali
- Michael Ammermüller
- Marco Andretti
- Jimmy Auby

## B
- Earl Bamber
- Khalil Beschir
- Jeroen Bleekemolen
- Ryan Briscoe
- Sébastien Buemi
- Massimiliano Busnelli

## C
- César Campaniço
- Patrick Carpentier
- Adam Carroll Wereldkampioen 2008-2009
- Karun Chandhok
- Jan Charouz
- Congfu Cheng
- Dan Clarke
- Jonathan Cochet

## D
- Will Davison
- Michael Devaney
- Luis Díaz
- Robert Doornbos
- Chris van der Drift
- Salvador Durán
- Loïc Duval
- Ian Dyk

## E
- Armaan Ebrahim
- Tomáš Enge

## F
- Fairuz Fauzy
- Marcel Fässler
- Ralph Firman
- Christian Fittipaldi
- Patrick Friesacher
- Ryo Fukuda

## G
- Juan Pablo García
- Davíd Garza Pérez
- Philip Giebler
- Jorge Goeters
- Alessandro Pier Guidi
- Felipe Guimarães

## H
- Matt Halliday
- Satrio Hermanto
- Bryan Herta
- J.R. Hildebrand
- James Hinchcliffe
- Nico Hülkenberg Wereldkampioen 2006-2007
- Ryan Hunter-Reay
- Hwang Jin-Woo

## J
- Neel Jani Wereldkampioen 2007-2008
- Erik Janiš
- Jarek Janis
- Oliver Jarvis
- Jiang Tengyi
- Sérgio Jimenez
- Christian Jones
- Michel Jourdain Jr.
- Bruno Junqueira

## K
- Takis Kaitatzis
- Narain Karthikeyan
- Robbie Kerr
- Adam Langley-Khan
- Alexander Khateeb
- Allam Khodair
- Charlie Kimball
- Tomáš Kostka
- Josef Král

## L
- Nicolas Lapierre Wereldkampioen 2005-2006
- Mathias Lauda
- Denis Lian
- Aaron Lim
- Vitantonio Liuzzi
- André Lotterer
- Richard Lyons

## M
- Qinghua Ma
- Darren Manning
- Marcus Marshall
- John Martin
- David Martínez
- Raphael Matos
- Sean McIntosh
- Vitor Meira
- Alan van der Merwe
- Ananda Mikola
- Giorgio Mondini
- Franck Montagny
- Daniel Morad
- Christian Murchison

## N
- Alexandre Negrão
- Hideki Noda

## O
- Fabio Onidi

## P
- Max Papis
- Álvaro Parente
- Davíd Garza Pérez
- Sergio Pérez
- Clivio Piccione
- Nelson Piquet jr.
- Edoardo Piscopo
- Will Power
- Alexandre Prémat Wereldkampioen 2005-2006
- Nicolas Prost

## R
- Graham Rahal
- Jonny Reid
- Karl Reindler
- Buddy Rice
- Tuka Rocha
- Roman Roesinov

## S
- Filip Salaquarda
- Tomas Scheckter
- Timo Scheider
- Basil Shaaban
- Hayanari Shimoda
- Stephen Simpson
- Scott Speed
- Sebastian Stahl
- Jonathan Summerton
- Moreno Suprapto
- Parthiva Sureshwaren
- Adrian Sutil

## T
- Enrico Toccacelo
- Ho-Pin Tung

## U
- João Urbano

## V
- Aleksej Vasiljev
- Jean Karl Vernay
- Jos Verstappen
- Christian Vietoris Wereldkampioen 2006-2007

## W
- Danny Watts
- Robert Wickens

## Y
- Alex Yoong

## Z
- Nikos Zakos
- Renger van der Zande
- Adrian Zaugg